# 时间拉么错
时间拉么错是一个位于中国西藏自治区山南市桑日县增期乡西南部的湖泊，面积约为1.54平方千米，属于青藏高原。它的一级流域为内流区诸河，二级流域为西藏内流区。